# 獄卒火久摩
《獄卒火久摩》（日語：獄丁ヒグマ）是日本漫畫家帆上夏希創作的黑暗奇幻少年漫畫。從《週刊少年Jump》2019年3號（2018年12月發售）連載到2019年24號（2019年5月發售）。單行本全3卷。
作品前身為第104回JUMP寶物新人漫畫賞獲得審查員特別獎的短篇《火久摩之手》（日語：火久摩の手）。內容修改過的同名短篇隨後也被刊登在《Jump×》上。2017年更於《Jump GIGA》2017年1－3卷上短期連載。另外於《週刊少年Jump》連載結束後，2019年7月16日在《少年Jump+》上刊登了《獄卒火久摩後日譚》。

## 故事大綱
400年前，被關押在地獄的大量罪人逃脫到現世，它們會附身在現世的人類上，驅使人類的肉身為非作歹。極富正義感卻不知為何在最近染上竊盜癖的女學生來峰綾羽，受到名為篝手火久摩的少年幫助，驅散了附身在身上的亡者。看上去性格輕率而漫不精心的火久摩，實際上是被閻魔大王託付工作、負責將罪人遣返地獄的篝手一族的「獄卒」。在逃到現世的所有罪人全數被捕獲之前，獄卒一族的使命不會結束。

## 登場人物

### 主要角色
篝手火久摩
本作主角。看上去漫不精心、性格溫厚且笑容懶散的16歲少年，實際上是負責將罪人遣返地獄的篝手一族的「獄卒」。在工作時則是滿臉怒容、無論罪人如何求饒都會揮下刀刃的鬼獄卒。
實際上並不喜歡獄卒這份工作。性情溫和的他為了裝作聽不見罪人的求饒，將自己訓練成只有在工作時能切換成冷酷無情的模式。工作結束後總是心情低落。
戰鬥時能夠操作多對「罪手」，運用寄宿在罪手中的能力來戰鬥。曾使用大刀、狼牙棒、大鉈、繩索、環刃、弓箭、芭蕉扇等武器。
討厭暴力，也不喜歡競爭性過強的運動項目。但認為遊戲的話就無所謂，興趣是打電動。
來峰綾羽
本作女主角。正義感強烈、對邪魔歪道看不過眼的18歲少女，作風大辣辣且說話口吻粗暴。
因緣際會下被火久摩搭救，為了還人情而開始協助火久摩，並對篝手一族的工作產生興趣。
其後被閻魔大王賦予能力成為「分靈者」，戰鬥時揮舞薙刀。
閻魔大王
束縛篝手一族、令其代代接下使命的地獄之王。平時以面帶笑容、光腳並配戴腳鐐的年幼少年姿態出現。
本質為橫跨現世與幽世的巨大裁決系統，並不具備自身的意志。平時的少年姿態只不過是為了與獄卒們相互理解而使用的系統終端。

### 次要角色
篝手阿守摩
火久摩的父親，6年前死亡。長相酷似火久摩但性格嚴厲、不苟言笑。對待兒子的教育也很嚴格。
10歲時父親被赤銅殺害，曾與姊姊約定好要兩個人一起打倒赤銅、要讓篝手一族的悲劇在自己這一代結束。最後仍不敵赤銅，在火久摩眼前戰死。
篝手晴摩
火久摩的姑姑，6年前死亡。戴眼鏡的精悍女強人，有抽菸。討厭小孩。
為了讓篝手一族從永無止盡的獄卒使命中解脫，曾暗中計劃與亡者合作，破壞閻魔大王。然而途中卻被赤銅偷襲殺害，死前回想起年幼時與弟弟立下的約定。
室町茜
火久摩的同班同學，中學時期曾因忌妒剛出生的妹妹搶走父母的關愛而離家出走，進而被魑魅附身，後被火久摩解救。在那之後便一直暗戀著火久摩。
為作品前身《火久摩之手》的女主角。

## 用語
亡者
400年前從地獄逃脫的罪人們，會趁人類心靈脆弱的時候附身並操控人類的肉體作惡。
刑期越長危險度越高。隨著在地獄受苦行折磨的時間越長，對於閻魔及地獄的恨意也越深，能力也越發強悍。
刑期未滿20年的最下級亡者被稱為「魑魅」。
篝手一族
身著黑色獄卒服的獄卒一族。400年前協助大量罪人自地獄中逃脫，為了替那名祖先贖罪，閻魔大王命令其一族世世代代都得揹負狩獵亡者的使命。若妄想逃避使命，則死後會流放地獄接受處罰。
另與刑期879年的凶惡亡者「灼沸赤銅」有所過節。每當篝手一族的小孩年滿10歲，赤銅便會襲擊篝手一族並殺害當代的家主。火久摩的父親、姑姑等祖輩皆死於其手。
罪手
由閻魔大王賦予篝手一族的能力。將亡者的雙手手腕斬下之後，可以做成「罪手」供篝手一族自由運用。罪手身上寄宿著該名亡者原先的力量，形式上也是讓亡者藉由替獄卒工作來贖罪。
分靈者
火久摩的部下，被閻魔大王給予能力的普通人，能與最下級的「魑魅」戰鬥。一般人無法看見他們的身影。

## 出版書籍
| 卷數 | 集英社 | 集英社       | 集英社                 |
| 卷數 | 副標題 | 發售日期     | ISBN                   |
| ---- | ------ | ------------ | ---------------------- |
| 1    |        | 2019年4月4日 | ISBN 978-4-08-881826-9 |
| 2    |        | 2019年6月4日 | ISBN 978-4-08-881869-6 |
| 3    |        | 2019年8月2日 | ISBN 978-4-08-881869-6 |

## 外部連結
- 獄丁ヒグマ - 集英社《週刊少年Jump》官方網站 （页面存档备份，存于）